# Stone Mills (Ontario)
Stone Mills to gmina (ang. township) w Kanadzie, w prowincji Ontario, w hrabstwie Lennox And Addington.
Powierzchnia Stone Mills to 688,33 km².
Według danych spisu powszechnego z roku 2001 Stone Mills liczy 7337 mieszkańców (10,66 os./km²).